# Damn Small Linux
Damn Small Linux（ダム・スモール・リナックス）は、KNOPPIXベースのLive CDである。

## 概要
大容量のKNOPPIXを逆に極限まで縮めたLinuxのOSで、サイズは50MBほどで、日本語バージョンでも150MBを切る。最低16MBのメモリがあれば動くとされ、64MBあれば立派に動く。
さらに、単なるHDD救済用のディストリビューションとは違い、シンプルなデスクトップで必要とされる基本的な機能はほとんど備えている。
バージョン3まではFluxboxが使われていたが、バージョン4以降はJWMに変更になった。

## DSL-N

KNOPPIX 系統樹

DSLの亜種にDSL-Nというものも存在する。開発者曰く、「DSL-NはDSLではない」という。
主な違いは
- カーネルを2.4から2.6へ
- サイズを80Mほどに
- ソフトウェアを増量

もちろん重くなっているので、メモリ64MBでは少し厳しいかもしれない。swap使用か96MB以上ならば快適に動くだろう。